# Einstein – Případy nesnesitelného génia
Einstein – Případy nesnesitelného génia je český televizní i webový seriál od televize Prima. Seriál je o profesoru Filipu Koenigovi, který zdědil genialitu od svého prapradědečka Alberta Einsteina a nyní podporuje pražskou kriminální policii jako konzultant. Předloha seriálu je německý seriál Einstein, hlavní roli ztvárnil Tom Beck. Původní seriál byl vysílaný na německé stanici Sat.1.

## Vydání seriálu
Původně se měl seriál vysílat od 18. března 2020, ale kvůli mimořádným opatření kvůli pandemii covidu-19 bylo vysílání odloženo na podzim, avšak v tiskové zprávě k podzimnímu programu se seriál neobjevil. Roman Mrázek, programový ředitel FTV Prima, odpověděl na dotaz ohledně ohledně nasazení seriálu takto: „Nepočítáme s tím, že by se vrátila celá série. Přemýšlíme ale, jak ho na podzim divákům představit. Budeme reagovat na to, kolik bude peněz na trhu a jaká bude situace. Možností je i předpremiéra na internetu.“ V září 2020 Prima umožnila divákům hlasovat, zda chtějí nasadit do vysílání seriál Polda nebo Einstein – Případy nesnesitelného génia. Diváci rozhodli, že Prima v televizním vysílání uvede od 4. října premiérovou čtvrtou řadu seriálu Polda.

## O seriálu
33letý profesor Filip Koening, narozen 25. července 1986 (Vojtěch Kotek), je údajně prapravnukem Alberta Einsteina. Filip trpí dědičnou Huntingtonovou chorobou a zbývá mu nanejvýš 7 let života, proto žije svůj život naplno. Když se pokusí během jedné lékařské prohlídky ukrást z ordinace léky, aby zpomalil zhoršování svého zdravotního stavu, je zatčen a poslán do vězení. Tam se ale připlete k vyšetřování vraždy a pomalu začne rozplétat složitý případ. Policie pochopí, že by Filip mohl být se svým geniálním uvažováním ku prospěchu. Dostane tak nabídku od šéfa kriminálky, že se může stát konzultantem, nebo si půjde sednout. Filip si vybírá tu první možnost, i když velmi nerad.

## Obsazení a postavy

### Hlavní role
| Postava                             | Herec               | Řada | Epizody   | Rok       | Poznámky |
| ----------------------------------- | ------------------- | ---- | --------- | --------- | --- |
| prof. PhDr. Filip Koenig, Ph.D.     | Vojtěch Kotek       | 1,2  | 1–16      | 2021-2023 | 33letý mladý profesor na univerzitě a poradce pražské kriminálky - oddělení vražd, líbí se mu Soňa                                                     |
| kpt. Mgr. Lenka Vrabcová            | Anna Polívková      | 1-2  | 1–16      | 2021-2023 | Vrchní komisařka na oddělení vražd, má syna Kryštofa                                                                                                   |
| mjr. Mgr. Ivan Urban                | Pavel Zedníček      | 1-2  | 1–16      | 2021-2023 | Vrchní komisař, šéf kriminálky - oddělení vražd, byl zasnouben s Kamilou Koenigovou                                                                    |
| npor. Bc. Soňa Svobodová            | Eva Podzimková      | 1-2  | 1–16      | 2021-2023 | Komisařka, forenzní analytička, policejní technik a nejlepší kamarádka Lenky                                                                           |
| prof. PhDr. Kamila Koenigová, Ph.D. | Veronika Freimanová | 1-2  | 4-6, 9-16 | 2021-2023 | profesorka, psycholožka a matka Filipa, žila v Kalifornii, byla rektorka na univerzitě, byla zasnoubena s Ivanem Urbanem, poté odjela do San Francisca |
| Mgr. Lee Kwon                       | Duy Anh Tran        | 1-2  | 1–16      | 2021-2023 | nejlepší kamarád Filipa Koeniga |
| Kryštof Vrabec                      | Jan Lachnit         | 1-2  | 1–16      | 2021-2023 | syn kpt. Lenky Vrabcové, kamarád Filipa Koeniga |

### Vedlejší role
Herci, kteří hrají v opakující se vedlejší roli. Seřazeno podle epizod.
| Postava                        | Herec                                     | Řada | Epizody            | Rok       | Poznámky                                                                           |
| ------------------------------ | ----------------------------------------- | ---- | ------------------ | --------- | ---------------------------------------------------------------------------------- |
| MUDr. Pavel Hrubý              | Viktor Braureiter                         | 1-2  | 1–3, 6–8, 12-13    | 2021-2023 | 48letý doktor Filipa Koeniga a Kryštofa Vrabce                                     |
| David Hanák †                  | Roman Zach                                | 2    | 14-16              | 2023      | stážista u policie, ve skutečnosti gibon, měl vztah s Lenkou Vrabcovou             |
| Karolína Urbanová              | Perla Kotmelová                           | 1    | 5                  | 2021      | exmanželka mjr. Ivana Urbana                                                       |
| prof. RNDr. Eduard Medek, CSc. | Jan Vondráček                             | 1    | 1–3, 6, 8          | 2021      | 56letý rektor Českého vysokého učení                                               |
| kpt. Mgr. František Kovář      | Petr Štěpán                               | 1    | 1                  |           | Vrchní komisař na protidrogovém, později ve vězení                                 |
| Julie Kovářová                 | Šárka Krausová                            | 1-2  | 1, 8-16            | 2021-2023 | dcera kpt. Františka Kováře, chránila Filipův výzkum, poté mu jeho vynález ukradla |
| kpt. Mgr. Jakub Hládek         | Marek Němec                               | 1    | 6                  | 2021      | vrchní komisař, bývalý parťák Lenky                                                |
| npor. Bc. Adam Lukeš           | František Čachotský                       | 1    | 2–3, 5             | 2021      | komisař a kriminalista                                                             |
| plk. JUDr. Václav Jonáš        | René Hlavsa                               | 1    | 3                  | 2021      | policejní prezident                                                                |
| pplk. Mgr. Eva Řibská          | Miroslava Pleštilová                      | 1    | 7                  | 2021      | příslušnice GIBS                                                                   |
| Pavel Sekyra                   | Petr Fejk                                 | 1    | 8                  | 2021      | ředitel 2. oddělení BIS                                                            |
| prof. RNDr. Jaroslav Vágner †  | Milan Šindelář                            | 1    | 4, 7–8, 10, 13, 16 | 2021      | bývalý profesor Filipa Koeniga, chtěl mu ukrást jeho vynález                       |
| Siri Koháková                  | Victoria Jancke (dabing: René Slováčková) | 1    | 6–8                | 2021      | švédská asistentka Filipa Koeniga                                                  |

### Epizodní role
Herci, kteří se objevili v jedné nebo více epizodách.
| Postava                   | Herec              | Řada | Epizody | Rok  | Poznámky                       |
| ------------------------- | ------------------ | ---- | ------- | ---- | ------------------------------ |
| Karel Suchý               | Jiří Sedláček      | 1    | 1       | 2021 | prodejce drog                  |
| Robert Kvapil             | Vladimír Bastl     | 1    | 1       | 2021 | podezřelý                      |
| Rostislav Kubík           | Daniel Krejčík     | 1    | 1       | 2021 | drogový dealer                 |
| Daniel Šmíd               | Jacob Erftemeijer  | 1    | 2       | 2021 | programátor                    |
| Jiří Holas                | Adam Ernest        | 1    | 2       | 2021 | programátor                    |
| Silvie Hilšerová          | Kateřina Sedláková | 1    | 2       | 2021 | bývalá sportovkyně             |
| Roman Kučera              | Ondřej Lechnýř     | 1    | 2       | 2021 | plavčík                        |
| Petra Mrázová             | Magdalena Suchá    | 1    | 3       | 2021 | studentka                      |
| Blanka Kohoutová          | Eva Ventrubová     | 1    | 4       | 2021 | podezřelá                      |
| Silvie Tichá              | Petra Špindlerová  | 1    | 4       | 2021 | léčitelka                      |
| Marek Růžička             | Tomáš Bambušek     | 1    | 4       | 2021 | přítel Silvie Tiché            |
| Jana Mrázková             | Barbora Mudrová    | 1    | 4       | 2021 | léčitelka                      |
| Ing. Hynek Drozd          | Leoš Noha          | 1    | 5       | 2021 | majitel Vrakoviště             |
| JUDr. Ondřej Drozd        | Jakub Albrecht     | 1    | 5       | 2021 | syn Hynka Drozda               |
| Nikol Drozdová            | Vendula Fialová    | 1    | 5       | 2021 | manželka Hynka Drozda          |
| Boris Kopecký             | Zdeněk Vencl       | 1    | 5       | 2021 | jeřábník                       |
| Bc. Štěpán Rýgl           | Tomáš Král         | 1    | 5       | 2021 | šéf výstupní kontroly          |
| Richard Klásek            | Jan Kříž           | 1    | 6       | 2021 | zavražděný herec               |
| Simona Klásková           | Markéta Hausnerová | 1    | 6       | 2021 | sestra Richarda Kláska         |
| Radka Nekvasilová         | Zuzana Gamboa      | 1    | 6       | 2021 | herečka                        |
| Jiří Karas                | Jakub Čermák       | 1    | 6       | 2021 | herec                          |
| Milan Horst               | Lumír Olšovský     | 1    | 6       | 2021 | režisér                        |
| MUDr. Tomáš Lipský        | Filip Rajmont      | 1    | 7       | 2021 | anesteziolog                   |
| Robert Venclík            | Jan Plouhar        | 1    | 7       | 2021 | drogový dealer                 |
| Hoan Dang                 | Lam Le Ngoc        | 1    | 8       | 2021 | najatý vrah                    |
| Huen Van Sona             | Hoang Anh Doan     | 1    | 8       | 2021 | najatý vrah                    |
| Nikol 'Nicky' Strnadová   | Vivien Machková    | 2    | 9       | 2023 | mrtvá youtuberka               |
| Martina Strnadová         | Barbora Chybová    | 2    | 9       | 2023 | matka Nikol Strnadové          |
| Daniel 'Crazy Dany' Látal | Jakub Kotek        | 2    | 9       | 2023 | youtuber                       |
| Sára Hejdová              | Nelly Řehořová     | 2    | 9       | 2023 | stalkerka, fanynka Nicky       |
| Denisa Bergerová          | Beáta Hrnčiříková  | 2    | 9       | 2023 | youtuberka                     |
| Ladislav Adames           | Petr Halíček       | 2    | 9       | 2023 | manažer youtuberů              |
| Ondřej Petráš             | Patrik Böhm        | 2    | 9       | 2023 | student informatiky            |
| Ilona Stejskalová         | Tereza Slánská     | 2    | 9, 10   | 2023 | studentka                      |
| Eva Klimková              | Jana Epikaridis    | 2    | 9       | 2023 | sekretářka                     |
| Andrea Antony             | Andrea Antony      | 2    | 9       | 2023 | moderátorka                    |
| Petr Sovák                | Svatopluk Schuller | 2    | 10      | 2023 | ředitel banky                  |
| Andrea Žáčková            | Marie Kružíková    | 2    | 10      | 2023 | sekretářka v bance             |
| Ludmila Terebová          | Marie Šubrtová     | 2    | 10      | 2023 | studentka                      |
| Simona Jelínková          | Kristýna Nováková  | 2    | 10      | 2023 | studentka                      |
| Erik Kropáček             | Marek Zeman        | 2    | 10      | 2023 | student                        |
| Viktor Zemánek            | Václav Šanda       | 2    | 11      | 2023 | obyvatel v campu               |
| Věra Zemánková            | Simona Prasková    | 2    | 11      | 2023 | obyvatelka v campu             |
| Ondřej Souček             | Ladislav Hampl     | 2    | 11      | 2023 | obyvatel v campu               |
| Tatiana Součková          | Sára Milfajtová    | 2    | 11      | 2023 | obyvatelka v campu             |
| Hubert Tůma               | Libor Jeník        | 2    | 11      | 2023 | správce kempu                  |
| Šimon Vrbka               | David Želina       | 2    | 12      | 2023 | automechanik                   |
| Jana Fridrichová          | Martina Hekerová   | 2    | 12      | 2023 | mechanička                     |
| Michal Janák              | Filip Minařík      | 2    | 12      | 2023 | celník                         |
| Miroslav Beneš            | Rostislav Trtík    | 2    | 12      | 2023 | celník                         |
| Aleš Řehák                | Martin Sobotka     | 2    | 12      | 2023 | majitel zverimexu              |
| Anna Hálová               | Sandra Nováková    | 2    | 13      | 2023 | přítelkyně MUDr. Pavla Hrubého |
| Miroslav Hrbek            | Janusz Hummel      | 2    | 14      | 2023 | ředitel banky                  |
| Ingrid Vašková            | Kateřina Klausová  | 2    | 14      | 2023 | sekretářka v bance             |
| Igor Dostál               | Richard Němec      | 2    | 14      | 2023 | zloděj                         |
| Isabela Burešová          | Monika Timková     | 2    | 15      | 2023 | televizní rosnička             |
| Ondřej Molák              | Roman Mrázik       | 2    | 15      | 2023 | farmář                         |
| Aleš Šrámek               | Petr Bláha         | 2    | 15      | 2023 | farmář                         |
| Marcela Šrámková          | Lucie Roznětínská  | 2    | 15      | 2023 | manželka Aleše Šrámka          |
| Patricie Kubínská         | Zuzana Valešová    | 2    | 15      | 2023 | studentka                      |
| Mojmír Papež              | Miroslav Kumhala   | 2    | 16      | 2023 | soused                         |
| Tomáš Vítek               | Petr Klimeš        | 2    | 16      | 2023 | umělec                         |

## Seznam dílů

### První řada (2021)
- Natáčení probíhalo od srpna do října 2019, bylo 50 natáčecích dnů.

| Č. v seriálu | Č. v řadě | Název         | Režie           | Scénář                                                          | Datum premiéry na iPrima.cz | Datum premiéry na TV Prima | Sledovanost v milionech v TV |
| --- | --------- | ------------- | --------------- | --------------------------------------------------------------- | --------------------------- | -------------------------- | ---------------------------- |
| 1 | 1         | Kinetika      | Vojtěch Moravec | Marek Hlavica (Mathias Dinter, Martin Ritzenhoff a Thomas Jahn) | 4. října 2020               | 8. května 2021             | 1,068                        |
| V nenápadném bytě uprostřed malého sídliště dojde k explozi. Chvíli to vypadá, že šlo o teroristický čin, což se ovšem novému spolupracovníkovi policie, uznávanému profesorovi fyziky a přímému potomkovi Alberta Einsteina, Filipovi Koenigovi, podaří velice rychle vyvrátit. Nicméně vyšetřování vede k pachateli, jehož identita překvapí nejen zkušenou vyšetřovatelku Lenku Vrabcovou, ale i Ivana, ostříleného šéfa mordparty. |           |               |                 |                                                                 |                             |                            |                              |
| 2 | 2         | Balistika     | Vojtěch Moravec | Marek Hlavica (Mathias Dinter, Martin Ritzenhoff a Thomas Jahn) | 4. října 2020               | 15. května 2021            | 0,940                        |
| Časně ráno je v prázdném bazénu zastřelen muž. Kromě staré dámy a plavčíka ale nikdo kolem není. Podle balistiky nebyla použita velkorážní puška a Filip tvrdí, že muž byl zastřelen ještě než skočil do vody. Mrtvý byl jedním z akcionářů perspektivní a slibně se rozvíjející internetové společnosti, který nechtěl prodat svůj podíl. Kdo by mohl mít zájem na jeho smrti?                                                        |           |               |                 |                                                                 |                             |                            |                              |
| 3 | 3         | Gravitace     | Vojtěch Moravec | Marek Hlavica (Mathias Dinter, Martin Ritzenhoff a Thomas Jahn) | 4. října 2020               | 22. května 2021            | 0,928                        |
| Policie řeší další případ, který vyžaduje Filipův geniální mozek: muž přistál na psovi, kterého venčil majitel uprostřed sídliště. Byla to pozoruhodná nehoda, protože - podle Filipova okamžitého úsudku – mrtvý muž neseskočil s padákem ani bez něj z žádného z bytů z okolních výškových budov. Tak jak se tedy mohlo jeho tělo ocitnout právě tady na zemi?                                                                       |           |               |                 |                                                                 |                             |                            |                              |
| 4 | 4         | Mikrovlny     | Vojtěch Moravec | Marek Hlavica (Mathias Dinter, Martin Ritzenhoff a Thomas Jahn) | 4. října 2020               | 29. května 2021            | 0,871                        |
| U jídelního stolu je nalezena mrtvola muže, který má uvařené oči. Zavražděný byl považován za věhlasného léčitele provozujícího reiki. Filip ovšem velice záhy dokáže, že šlo o podvodníka, a podezřelé stopy policii zavedou do zámečku, v němž sídlí sekta, kterou vede léčitelova bývalá manželka. Návštěva duchovní mistryně Ambrózie se stane Filipovi téměř osudnou.                                                             |           |               |                 |                                                                 |                             |                            |                              |
| 5 | 5         | Meganewton    | Vojtěch Moravec | Marek Hlavica (Mathias Dinter, Martin Ritzenhoff a Thomas Jahn) | 4. října 2020               | 5. června 2021             | 0,726                        |
| Na vrakovišti, v hydraulicky slisovaném autě, je nalezená mrtvola, takže ji nelze identifikovat. Filip s kolegy z policie přijde na to, že případ má co do činění s tiskem padělaných peněz a brzy zjistí i totožnost mrtvoly – jde o studenta Univerzity, na které učí i Filip Koenig. |           |               |                 |                                                                 |                             |                            |                              |
| 6 | 6         | Termodynamika | Vojtěch Moravec | Marek Hlavica (Mathias Dinter, Martin Ritzenhoff a Thomas Jahn) | 4. října 2020               | 12. června 2021            | 0,695                        |
| Bezhlavá mrtvola muzikálové hvězdy nenese žádné známky násilného trestného činu. Nad tímto nezvyklým případem si láme hlavu nejenom Filip s Lenkou a Ivanem, ale i Jakub – bývalý Lenčin parťák a objekt zájmu, který se vrací z roční stáže v Interpolu a nelíbí se mu, že má ve Filipovi konkurenci. |           |               |                 |                                                                 |                             |                            |                              |
| 7 | 7         | Magnetismus   | Vojtěch Moravec | Marek Hlavica (Mathias Dinter, Martin Ritzenhoff a Thomas Jahn) | 4. října 2020               | 19. června 2021            | 0,606                        |
| V nočním klubu se najde mrtvá žena a důkazy jednoznačně prokazují, že zbraň, ze které se střílelo patří Ivanovi. Lenka, Soňa a Filip musí vynaložit veškeré své schopnosti a úsilí, aby dokázali, že je Ivan nevinný. A půjde jim to hodně ztuha, protože o případ se okamžitě zajímá Generální inspekce. |           |               |                 |                                                                 |                             |                            |                              |
| 8 | 8         | E.M.P.        | Vojtěch Moravec | Marek Hlavica (Mathias Dinter, Martin Ritzenhoff a Thomas Jahn) | 4. října 2020               | 26. června 2021            | 0,671                        |
| Po rozsáhlém přerušení dodávky elektrického proudu nahlásí domov seniorů, že pět jeho klientů zemřelo. Filip zjistí, že jde o důsledek elektromagnetického impulsu. Společně s kolegy odhalí, že absurdní smrt důchodců se nebezpečně propojuje s utajenými aktivitami nadnárodní společnosti, která ohrožuje samotného Filipa a jeho důležitý výzkum                                                                                  |           |               |                 |                                                                 |                             |                            |                              |

### Druhá řada (2023)
| Č. v seriálu | Č. v řadě | Název    | Režie           | Scénář                                                          | Datum premiéry na iPrima.cz | Datum premiéry na TV Prima | Sledovanost v milionech v TV |
| --- | --------- | -------- | --------------- | --------------------------------------------------------------- | --------------------------- | -------------------------- | ---------------------------- |
| 9 | 1         | Optika   | Vojtěch Moravec | Marek Hlavica (Mathias Dinter, Martin Ritzenhoff a Thomas Jahn) | 10. července 2023           | 25. října 2023             | 0,737                        |
| Mladou youtuberku zabije výbuch bomby během živého vysílání. Policie opět požádá o konzultaci geniálního profesora fyziky a přímého potomka Alberta Einsteina Filipa Koeniga. V komunitě youtuberů, kteří mezi sebou zápasí o miliónovou zakázku na propagaci energetických nápojů, je několik vážných podezřelých. Když se jeden z youtuberů v přímém přenosu přizná k vraždě a následně spáchá sebevraždu, případ se zdá být vyřešen. Jenže Filip zjistí, že vše je úplně jinak…                         |           |          |                 |                                                                 |                             |                            |                              |
| 10 | 2         | Expanze  | Vojtěch Moravec | Marek Hlavica (Mathias Dinter, Martin Ritzenhoff a Thomas Jahn) | 10. července 2023           | 1. listopadu 2023          | 0,651                        |
| Ve městě se rozmohly krádeže bankomatů a při poslední dokonce výbušnina roztrhala jednoho z pachatelů. Filip se přidá ke kriminalistům, aby pomohl případ objasnit, ale záhy se sám stane jedním z hlavních podezřelých, protože způsob krádeží je totožný s pokusy, které dělá se svými studenty. Filip začne podezírat jednu ze svých studentských milenek a snaží se prokázat její vinu. Netuší ale, že pachatelem je ve skutečnosti někdo, od koho by to ani ve snu nečekal.                           |           |          |                 |                                                                 |                             |                            |                              |
| 11 | 3         | Fluidita | Vojtěch Moravec | Marek Hlavica (Mathias Dinter, Martin Ritzenhoff a Thomas Jahn) | 17. července 2023           | 8. listopadu 2023          | 0,648                        |
| Rybář z jezera u autokempu vyloví mužskou nohu. Policie se v jezeře snaží nalézt zbytek těla, ale objeví mnohem víc – části těl desítek mrtvol. Vyřešení tohoto případu neusnadňuje ani fakt, že autokemp je zabydlen bizarními obyvateli v čele se sexuchtivou vedoucí, která provozuje ilegální sázkovou kancelář. Podaří se Filipovi nalézt vraha dřív, než bude i jeho rozřezané tělo plavat v jezeře?                                                                                                 |           |          |                 |                                                                 |                             |                            |                              |
| 12 | 4         | Amnézie  | Vojtěch Moravec | Marek Hlavica (Mathias Dinter, Martin Ritzenhoff a Thomas Jahn) | 17. července 2023           | 15. listopadu 2023         | 0,667                        |
| V automyčce je nalezena mrtvola jejího majitele. Ještě větší záhadou se případ stane v okamžiku, kdy policie zjistí, že majitel ve skutečnosti zemřel na uštknutí exotickým hadem, a do myčky jej někdo přemístil až po jeho smrti. Pro geniálního Filipa by určitě bylo hračkou vyřešit i tento případ, to by však nesměl kvůli Lence spadnout ze schodů, po nárazu do hlavy se vrátit na mentální úroveň malého dítěte a naopak kolegům průběh vyšetřování ještě více komplikovat.                       |           |          |                 |                                                                 |                             |                            |                              |
| 13 | 5         | Dioptrie | Vojtěch Moravec | Marek Hlavica (Mathias Dinter, Martin Ritzenhoff a Thomas Jahn) | 24. července 2023           | 22. listopadu 2023         | 0,627                        |
| Filipův osobní lékář je podezřelý z toho, že při hraní paintballu zastřelil skutečnou zbraní spoluhráče. Avšak Filip si je jist, že by ničeho takového nebyl schopen. Vše nasvědčuje tomu, že majitel paintballového hřiště obchoduje s nelegálními zbraněmi, a že výstřel objevují důkazy a motivy svědčí proti lékaři. Podaří se Filipovi prokázat nevinu svého přítele? |           |          |                 |                                                                 |                             |                            |                              |
| 14 | 6         | Komprese | Vojtěch Moravec | Marek Hlavica (Mathias Dinter, Martin Ritzenhoff a Thomas Jahn) | 24. července 2023           | 29. listopadu 2023         | 0,645                        |
| Filip ukládá se Soňou v bance svůj prototyp vynálezu zrovna ve chvíli, kdy se ji dva lupiči rozhodnou vykrást. Jejich plán na rychlé zbohatnutí a ještě rychlejší útěk však nevyjde. Všechny přítomné v bance si vezmou jako rukojmí a snaží se s policií vyjednat svůj bezpečný obchod. Netuší však, že mezi rukojmí je i náš geniální fyzik, který za jejich zády začne chystat neméně geniální plán na záchranu.                                                                                        |           |          |                 |                                                                 |                             |                            |                              |
| 15 | 7         | Isobara  | Vojtěch Moravec | Marek Hlavica (Mathias Dinter, Martin Ritzenhoff a Thomas Jahn) | 31. července 2023           | 6. prosince 2023           | 0,659                        |
| Na sloupu větrné elektrárny je přivázána mrtvá televizní meteoroložka. Hned po příjezdu na místo činu se odhalí příčina smrti - zabitá byla už dříve utopením. Kdo však mohl mít důvod k zavraždění sympatické televizní „rosničky“? Nějaký ekologický fanatik? Okolní farmáři, kterým její špatná předpověď zničila úrodu? Filip pachatele odhalí, ten je však o krok napřed a rozhodne se Filipa zlikvidovat.                                                                                            |           |          |                 |                                                                 |                             |                            |                              |
| 16 | 8         | Kolaps   | Vojtěch Moravec | Marek Hlavica (Mathias Dinter, Martin Ritzenhoff a Thomas Jahn) | 31. července 2023           | 13. prosince 2023          | 0,659                        |
| V bytě je nalezena rozřezaná mrtvola starého muže a hlavním podezřelým se okamžitě stane nevrlý soused, který měl s mužem sousedské spory. Policie ale pochybuje o tak jednoduchém řešení. Copak by drobný důchodce byl schopen rozřezat tělo jako sadistický vrah? Že tento případ opravdu bude mnohem složitější se potvrdí v okamžiku, kdy Filip v bytě zavražděného nalezne drogy, které muž prodával. To však Filip ještě netuší, že tento případ bude tím nejzapeklitějším, který kdy doposud řešil. |           |          |                 |                                                                 |                             |                            |                              |